# Artiom Kiouregkian
Artiom Kiouregkian, född den 9 september 1976 i Leninakan i Armeniska SSR, Sovjetunionen, är en grekisk-armenisk brottare som tog OS-brons i bantamviktsbrottning i den grekisk-romerska klassen 2004 på hemmaplan i Aten.